# Courier du Bas-Rhin
Courier du Bas-Rhin – francuskojęzyczna gazeta wychodząca w Kleve od 1767 roku, jedno z najważniejszych pism drugiej połowy XVIII wieku w Europie. Jeden z głównych konkurentów Gazette de Leyde.
Courier du Bas-Rhin był w znaczącym stopniu zdominowany przez interesy rządu Prus.